# Portgordon
Portgordon är en ort i Storbritannien.   Den ligger i kommunen Moray och riksdelen Skottland, i den norra delen av landet, 700 km norr om huvudstaden London. Portgordon ligger 6 meter över havet och antalet invånare är 763.
Terrängen runt Portgordon är platt västerut, men åt sydost är den kuperad. Havet är nära Portgordon norrut. Runt Portgordon är det ganska tätbefolkat, med 166 invånare per kvadratkilometer. Närmaste större samhälle är Buckie, 3,3 km öster om Portgordon. 